# Michael Heberer

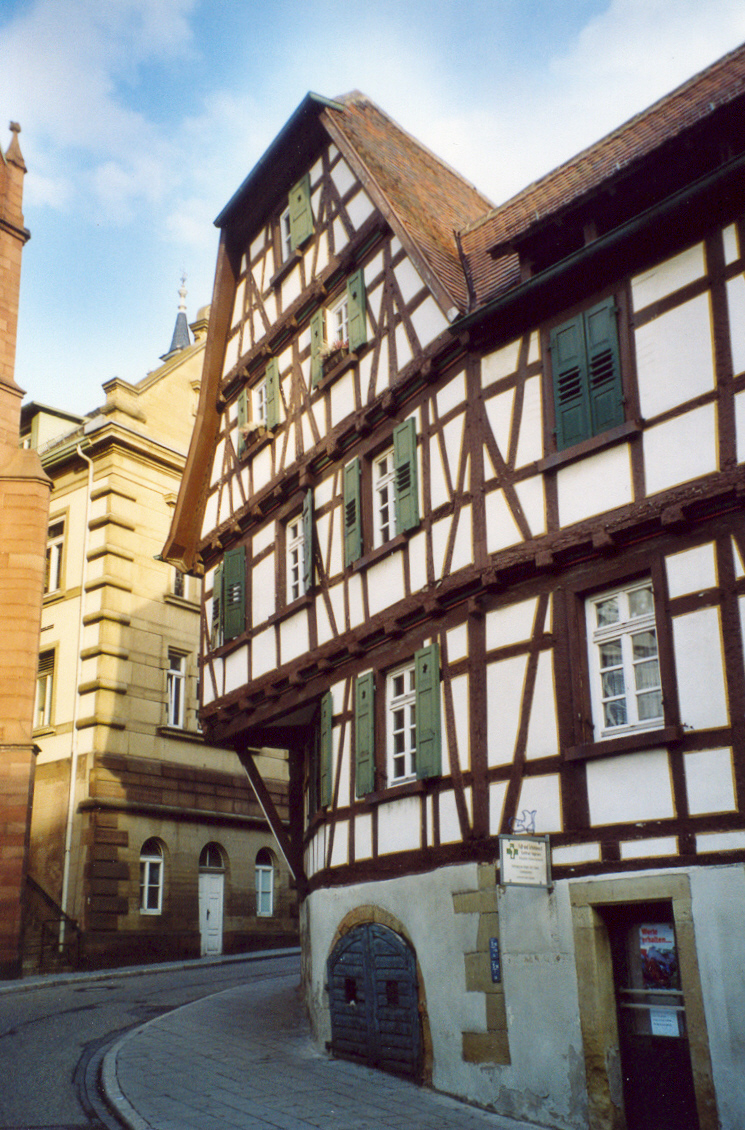
Hebererhaus i Bretten, där Michael Heberer föddes. (Huset förstördes i en brand 2007.)

Michael Heberer, född omkring 1560 i Bretten, död efter 1623, var en tysk reseskildrare och diktare. 

## Levnad
Michael Heberer var son till Johann Heberer och Katharina Schwarzerdt, som var brorsdotter till reformatorn Philipp Melanchthon. Heberer bedrev studier vid universitetet i Heidelberg från 1579 och påbörjade 1582, i sällskap med några franska aristokrater, en bildningsresa genom Frankrike och Italien. År 1585 kom han till Malta, men senare samma år, då han befann sig ombord på ett av Malteserordens fartyg, blev han utanför Egypten tillfångatagen av turkar. Han tillbringade därefter tre år i fångenskap – mesta tiden som galärslav – och lärde från roddarbänken känna en stor del av det osmanska Medelhavsområdet. Mot slutet av 1589 lyckades Frankrikes ambassadör i Konstantinopel friköpa honom, varefter han återvände hem via Italien.
År 1591 trädde han i tjänst hos kurfursten Fredrik IV av Pfalz och blev efter en tid dennes kansliregistrator i Heidelberg. Han stannade i denna befattning fram till katastrofen 1622, då staden efter två månaders belägring stormades av den katolska ligan under ledning av Tilly.
Eftersom Heberer var både språkkunnig och resvan kom han också att deltaga i legationsresor till Böhmen, Polen, Sverige och Danmark.
Heberer publicerade sina reseminnen 1610 under titeln Ægyptiaca Servitus (”den egyptiska fångenskapen”). Han har också skrivit dikter på både tyska och latin.

## En resa i Sverige 1592
När hertig Karl 1592 stod i begrepp att gifta sig med Kristina av Holstein-Gottorp kom flera utländska sändebud till hertigens residens i Nyköping. Även kurfursten av Pfalz skickade en legation i vilken Michael Heberer ingick. Sällskapet färdades landvägen genom Småland och Östergötland, och utnyttjade således det system med skjutsbönder och gästgivargårdar som avsevärt hade byggts ut på 1560-talet. Men där så var möjligt övernattade de i prästgårdar, som tycks ha föredragits framför de ibland primitiva gästgiverierna. Husen i Sverige beskrivs av Heberer som grova timmerhus, men, åtminstone hos präster och fint folk i städerna, var väggarna invändigt täckta av vita, stickade dukar. Denna sed att dölja bjälkarna kallas ”dragning av stugan”, och levde i södra Sverige kvar fram till dess att tryckta tapeter på 1800-talet kom i mer allmänt bruk.
Heberer var genomgående nöjd med den svenska maten och nämner särskilt de ostar – stora som ploghjul – som sattes fram åt dem i både Småland och Östergötland och som var prydda med tänkespråk, vilka hade skurits in i själva ostformarna.
En kulturkrock inträffade dock i resans början, vilken ledde till att den pfalziska legationen gick miste om sin frukost. Då tyskarna på förmiddagen den 14 augusti tog in på en gästgivargård i Linneryd för att byta hästar och få sig en bit mat, fann de både stallar och bostäder vimla av stora ormar. Den medföljande tolken lugnade dem med att djuren var ofarliga. Han berättade att tama tomtormar fanns på många håll i trakten, där de hölls som husdjur eftersom bönderna ansåg dem vara till stor nytta för gården. Men när tyskarna satte sig för att äta och plötsligt såg två ormar slingra sig fram för att dricka mjölk ur samma grötfat från vilket husets småbarn satt och åt, tappade de aptiten och lämnade skyndsamt gästgiveriet.